# Michel Wyn
Pour les articles homonymes, voir Wyn.
Michel Wyn, né le 21 août 1931 dans le 12e arrondissement de Paris, est un réalisateur français qui a beaucoup œuvré pour la télévision.

## Biographie
Michel Wyn est l'un des rares réalisateurs à avoir œuvré pour la télévision et le cinéma en même temps. Sa liberté de ton et de travail font de lui un des derniers créateurs libres du 7e art. Il tourne en anglais avec des stars internationales et découvre Coluche, Renaud en leur donnant leurs premiers rôles.
Infatigable et défenseur des arts de la scène, Michel Wyn continue à 90 ans à jouer au théâtre, notamment dans Le Malade imaginaire, La Nuit des rois et Othello de William Shakespeare à Paris (Théâtre du Nord-Ouest) et en tournée.

## Filmographie

### Réalisateur

#### Cinéma
- 1974 : Les Suspects
- 1976 : Oublie-moi, Mandoline

#### Courts métrages
- 1990 : Mirage
- 1990 : Tropical Gamble

#### Télévision
- 1972 : La Demoiselle d'Avignon
- 1972 : Le 16 à Kerbriant
- 1972 : L'Homme qui revient de loin
- 1972 : Les Témoins, téléfilm
- 1973 : Petite flamme dans la tourmente
- 1975 : Plus amer que la mort
- 1975 : La Cloche tibétaine
- 1976 : Dîner de famille
- 1977 : Madame Ex
- 1977 : La Neige de Noël (Brigade des mineurs)
- 1978 : Histoires de voyous : La saison des voleurs
- 1978 : Allégra
- 1978 : Temps d'une république : Le bord de la mer
- 1979 : Cinéma 16, téléfilm : Le Cadran solaire
- 1979 : Histoires de voyous : Le concierge revient tout de suite
- 1980 : Les Visiteurs
- 1981 : Le Mythomane
- 1981 : Un petit paradis
- 1983 : Fabien de la Drôme
- 1984 : Jeu, set et match
- 1986 : Félicien Grevèche
- 1988 : L'Affaire Saint-Romans
- 1989 : Les Cavaliers aux yeux verts
- 1993 : Jenny Marx, la femme du diable
- 1993 : Édith Piaf: Une brève rencontre
- 1994 : Un crime de guerre

### Assistant réalisateur
- 1956 : La Crise du logement de Jean Dewever[1]
- 1956 : L'Énigmatique Monsieur D (Foreign Intrigue) de Sheldon Reynolds
- 1956 : Porte des Lilas de René Clair
- 1958 : Gigi de Vincente Minnelli
- 1960 : L'Affaire d'une nuit d'Henri Verneuil
- 1960 : Le Voyage en ballon d'Albert Lamorisse
- 1961 : Le Président d'Henri Verneuil
- 1963 : À la française (In the French Style) de Robert Parrish
- 1964 : La Tulipe noire de Christian-Jaque
- 1965 : Paris brûle-t-il ? de René Clément
- 1966 : Atout cœur à Tokyo pour OSS 117, de Michel Boisrond
- 1967 : Casse-tête chinois pour le judoka de Maurice Labro
- 1967 : Fantomas contre Scotland Yard d'André Hunebelle
- 1971 : Traité du rossignol de Jean Fléchet

## Théâtre
- 2019 : Othello ou le Maure de Venise (Othello) de William Shakespeare mis en scène par Jean-Luc Jeener, rôle de Brabantio au Théâtre du Nord-Ouest
- 2021 : Othello ou le Maure de Venise (Othello) de William Shakespeare mis en scène par Jean-Luc Jeener, rôle de Brabantio (Festival Théâtres de Bourbon)
- 2022 : Le malade imaginaire (Le malade imaginaire) de Molière mis en scène par Olivier Bruaux, rôle de Diafoirus père au Théâtre du Nord-Ouest, au Mois Molière de Versailles[2], au Festival Théâtres de Bourbon[3]